# 타타 영
타타 양(Tata Young, 본명: Amita Marie Young, 태국어: อมิตา มารี ยัง, 1980년 12월 14일 태국에서 태어남)은 태국의 가수, 모델, 배우이다. 10대 초기에 태국의 슈퍼스타가 된 후, 그녀의 첫 영어 음반인 《I Believe》의 발매와 함께 국제적인 성공을 거두었다.

## 개요
타타는 1980년 12월 14일 미국인의 아버지와 태국인의 어머니의 사이에서 태어났다.
본명은 아미타 마리 양(อมิตา มารี ยัง)이다. 타타(ทาทา)는 닉네임이다. 그녀의 부모님이 인도로 여행갔을 때, 타타라고 하는 인도의 재벌의 이름을 잘 보고 이 재벌과 같이 유복하게 자라면 좋겠다고 하는 소원을 담고, 아이가 출생했을 때는 이 이름을 붙이려고 결정하고 있었다고 한다.

## 디스코그라피
| 태국어 스튜디오 음반 1995 : Amita Tata Young 1997 : Amazing Tata 2001 : Tata Young 2003 : Real TT 2005 : Dangerous Tata 2008 : One Love EP 음반 1998 : Tata Remix (Remix Album) 2000 : Best Selected (Compilation Album) 2005 : Dangerouse Tata Special Edition 2006 : Best of Tata Young (Compilation Album) 스페셜 음반 1995 : Tata 1,000,000 Copies Celebration 1996 : 6-2-12 (co-recorded with other 5 Thai popular artists) 1997 : Mos & Tata (Soundtrack Album of movie The Red Bike Story ) 1998 : O-Negative (Soundtrack Album) 1998 : Reach for the Star – 13th Asian Games | 영어 스튜디오 음반 2004 : I Believe 2006 : Temperature Rising 2009 : Tata Young 스페셜 음반 2005: Dhoom Dhoom (Tata Young EP) |

#### 투어
- 2005 : Tata Young I Believe Japan Tour 2005
- 2005 : Tata Young Dhoom Dhoom Tour Live In Bangkok
- 2006 : Tata Young Temperature Rising Live In Bangkok
- 2008 : Tata Young One Love Thailand Tour